# Nelly Sougioultzóglou
Nelly Sougioultzóglou (grec moderne : Νέλλη Σουγιουλτζόγλου), de son nom complet Élli Sougioultzóglou-Seraïdári (Έλλη Σουγιουλτζόγλου-Σεραϊδάρη), parfois appelée Nelly’s (Aydın, 3 novembre 1899 – Athènes, 4 août 1998), est une photographe grecque.

## Biographie
Née en 1899 à Aydın, un territoire alors inclus dans l'Empire ottoman, elle étudie la photographie à Dresde, en Allemagne, et s'installe ensuite en Grèce en 1925, dans la logique du traité de Lausanne de 1923, qui contraint les familles grecques vivant en Turquie (ce nouvel État qui se substitue à l'Empire ottoman) à rejoindre l'État grec. Elle transforme également son nom de Seraidari, d'origine turque, en Nelly. Son père lui a transmis son admiration de la Grèce antique, et, arrivant à Athènes, elle se précipite sur l'Acropole pour admirer les vestiges helléniques. Devenue photographe professionnelle, elle ouvre un studio photographique dans la rue Ermou à Athènes, à deux pas de l'Agora d'Athènes. Elle adopte, comme choix esthétique, le pictorialisme, elle compose des mises en scène, et manipule les tirages en utilisant le procédé du bromoil, permettant d'obtenir un rendu proche de la peinture. Elle utilise ces techniques y compris lorsqu'elle photographie les migrants et réfugiés (comme elle) d'Asie Mineure s'installant en Grèce, en 1925. En 1929, elle réalise une série de photographies, devenues notoires, de la danseuse Lila Nikolska devant les ruines du Parthénon,.
Au sein de cet État grec, au milieu des années 1930, un général, Ioánnis Metaxás, devient le Premier Ministre du Roi et impose en août 1936 un régime autoritaire et nationaliste, le régime du 4-Août. Cette même année 1936, elle travaille pour le Ministère de la Presse et du Tourisme grec, à réaliser une série d'illustrations touristiques sur le paysage grec et les vestiges de l'Antiquité. Elle devient une photographe quasi-officielle du régime de Metaxás.
La Grèce connaît ensuite des vicissitudes. Pendant la Seconde Guerre mondiale, Ioánnis Metaxás refuse une alliance avec l'Axe Rome-Berlin-Tokyo, s'inquiétant des ambitions italiennes. Les forces grecques repoussent dans un premier temps les armées italiennes de Benito Mussolini, mais cèdent devant les forces allemandes. Le pays est occupé jusqu'en novembre 1944. À la Seconde Guerre mondiale, succède une guerre civile entre les forces monarchiques et des insurgés communistes. Puis un régime de dictature persiste jusqu'en 1974.
Les travaux artistiques de Nelly Sougioultzóglou semblent oubliés, d'une part parce que le choix du pictorialisme va à contre-courant de l'évolution de la photographie contemporaine, et également de par sa proximité avec le régime de Metaxás. Ses travaux, et sa vision iconique de la Grèce, sont redécouverts dans les années 1970.
Elle était aux États-Unis lorsque la Seconde Guerre mondiale s'est déclenchée. Elle reste en Amérique pendant près de 27 ans, de 1939 à 1966, revenant brièvement en Grèce en 1949. En 1966, elle est de retour définitif dans son pays. Elle s'installe à Néa Smýrni, au sud du centre-ville d'Athènes. En 1989, elle publie une autobiographie. Elle lègue ses archives et originaux au Musée Benaki, et meurt à Nea Smyrni, en Attique, en 1998.